# Steven Matz
Steven Jakob Matz, né le 29 mai 1991 à Stony Brook, à Long Island, est un joueur de baseball professionnel américain. Lanceur gaucher, il évolue depuis 2022 dans les ligues majeures pour les Cardinals de Saint-Louis.

## Biographie
Steven Jakob Matz est né le 29 mai 1991 à Stony Brook, une localité située sur Long Island, dans l'État de New York. Il est le fils de Ron and Lori Matz, et a grandi en tant que partisan des Mets de New York. Jeune joueur de baseball, Matz reçoit à l'âge de 10 ans des leçons de l'ancien lanceur de baseball professionnel Neal Heaton, qui prévient ses parents que l'enfant sera un futur professionnel.

## Carrière
Steven Matz est repêché par les Mets de New York au 2e tour de sélection en 2009, alors qu'il évolue à l'école secondaire Ward Melville High School d'East Setauket, dans l'État de New York.

### Saison 2015

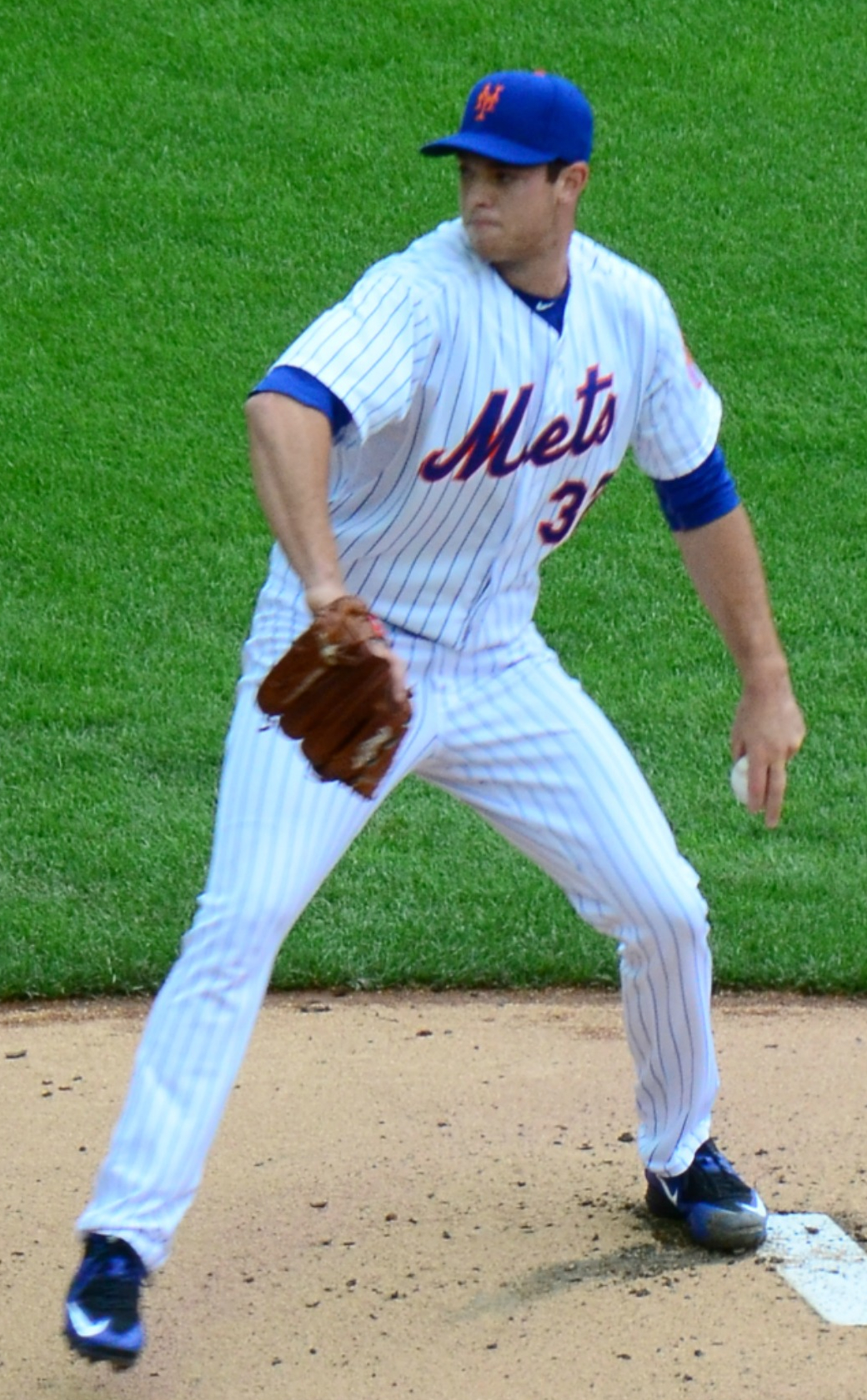
Steven Matz au monticule le 28 juin 2015, à son premier match dans les majeures.

Matz fait ses débuts dans le baseball majeur comme lanceur partant des Mets le 28 juin 2015 face aux Reds de Cincinnati. Il retire 6 adversaires sur des prises en 7 manches et deux tiers lancées, en route vers sa première victoire, mais c'est à l'attaque qu'il s'illustre avec une performance de 3 coups sûrs, dont un double, en passages au bâton, et une récolte de 4 points produits. Il est non seulement le premier lanceur à réussir 3 coups sûrs à son premier match dans les majeures depuis Jason Jennings pour Colorado en 2001, mais le premier lanceur de l'histoire à lancer sa carrière avec 4 points produits. Il égale le record de franchise des Mets pour le nombre de coups sûrs en un match par un lanceur, et est le premier lanceur du club à produire 3 points ou plus dans un match depuis Dwight Gooden en 1990.
Il effectue 6 départs en fin de saison régulière pour New York et n'accorde que 9 points en 35 manches et deux tiers pour une moyenne de points mérités de 2,27. Il remporte 4 victoires sans aucune défaite. La recrue est gardée dans la rotation de lanceurs partants des Mets pour les éliminatoires. Il encaisse sa première défaite dans les majeures dans le 4e match de la Série de divisions face aux Dodgers de Los Angeles. Il n'accorde qu'un point aux Cubs de Chicago en 4 manches et deux tiers lors du 4e match de la Série de championnat de la Ligue nationale, qu'il amorce, mais n'est pas impliqué dans la décision. Enfin, le 31 octobre 2015, le lanceur de 24 ans amorce à Citi Field (New York) le 4e match de la Série mondiale 2015 : il limite les éventuels champions, les Royals de Kansas City, à deux points en 5 manches mais, encore une fois, n'est pas impliqué dans la décision.